# Kabinet-Macmillan I
Het kabinet–Macmillan I was de uitvoerende macht van de Britse overheid van 10 januari 1957 tot 14 oktober 1959. Het kabinet-Macmillan I werd gevormd door de Conservative Party na het aftreden van premier Anthony Eden met Harold Macmillan de nieuwe partijleider van de Conservative Party als premier. Na de verkiezingen van 1959 maakte het kabinet enkele kleine wijziging door maar bleef grotendeels het zelfde. In het kabinet zaten meerdere prominenten zoals Rab Butler, Selwyn Lloyd, Alec Douglas-Home, Robert Gascoyne-Cecil, Quintin Hogg, Iain Macleod, Edward Heath, David Maxwell Fyfe, Enoch Powell en Christopher Soames.
Op 19 oktober 1963 trad Macmillan af na dat het vertrouwen in zijn gezag was aangetast door allerlei schandalen in de loop der jaren. Hij werd opgevold als premier en partijleider van de Conservative Party door minister van Buitenlandse Zaken Alec Douglas-Home.
Hij werd opgevolgd door minister van Buitenlandse Zaken Alec Douglas-Home. De parlementsverkiezingen van 1964 werden verloren door de Conservative Party - aangevoerd door Douglas-Home - en gewonnen door de Labour Party van Harold Wilson. Het verlies bleef echter beperkt. Het verschil tussen de Conservative Party en de Labour Party bedroeg uiteindelijk maar dertien zetels en dit was grotendeels dankzij premier Douglas-Home, die, ondanks zijn aristocratische voorkomen, capabel was overgekomen tijdens zijn korte premierschap.
Onder leiding van Macmillan wonnen de conservatieven de verkiezingen van 1959, maar daarna na de populariteit van de conservatieve regering zienderogen af. In juli 1962 vond, in een poging om haar populariteit te herwinnen, een aantal belangrijke wijzigingen in het kabinet plaats. Deze politieke ingreep werd al snel bekend als de Night of the Long Knives ("De Nacht van de Lange Messen"). De populariteit van het kabinet bereikte een dieptepunt als gevolg van de zogenaamde Profumo-affaire. John Profumo, minister van Oorlog, had een relatie met callgirl Christine Keeler, die ook een relatie onderhield met de Sovjet-Russische marine-attaché Jevgeni Ivanov. Toen het schandaal aan het licht kwam, trad Profumo af, maar het kwaad was al geschied.

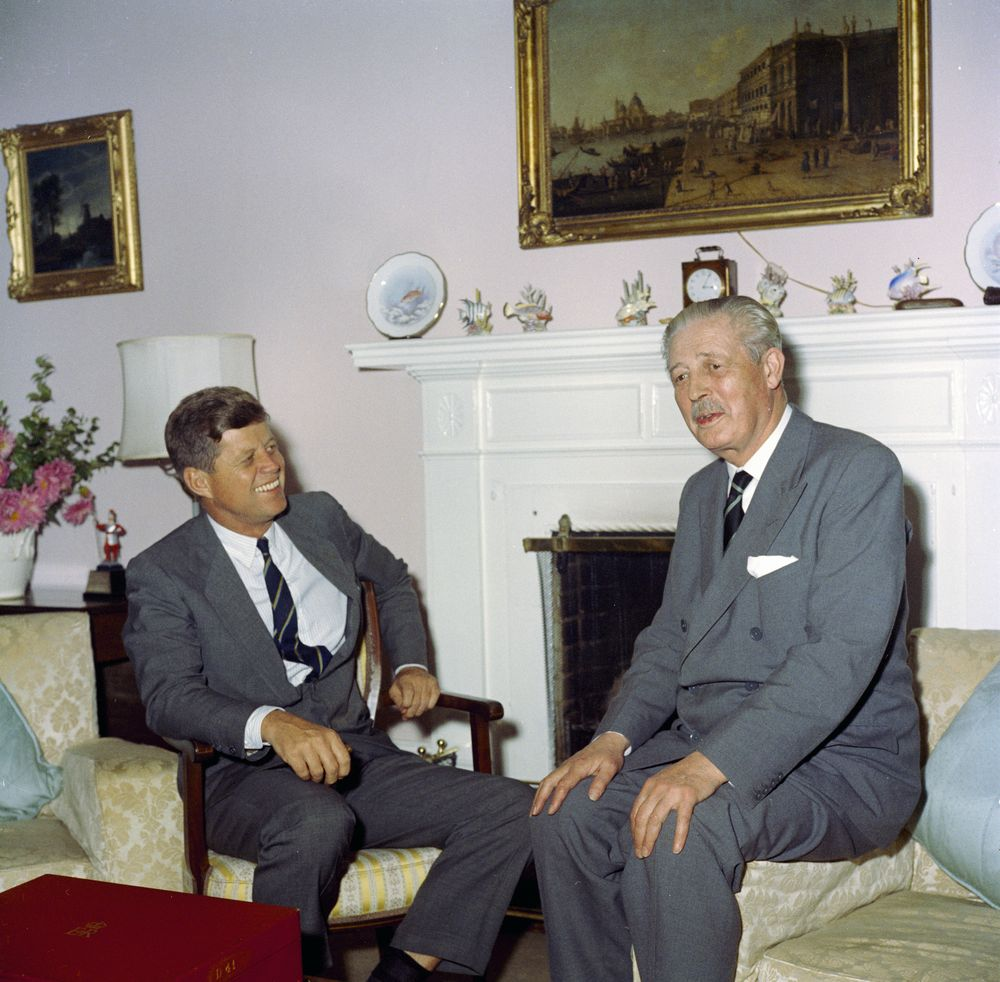
President van de Verenigde Staten John F. Kennedy en premier Harold Macmillan in Hamilton, Bermuda op 21 december 1961.

## Samenstelling
| Ambtsbekleder                                                           | Ambtsbekleder          | Ambtsbekleder                                            | Functie(s)                                | Ambtstermijn      | Ambtstermijn      | Partij             |
| ----------------------------------------------------------------------- | ---------------------- | -------------------------------------------------------- | ----------------------------------------- | ----------------- | ----------------- | ------------------ |
|                                                                         | Harold Macmillan       | Harold Macmillan (1894–1986)                             | Premier                                   | 10 januari 1957   | 19 oktober 1963   | Conservative Party |
|                                                                         | Peter Thorneycroft     | Peter Thorneycroft (1909–1994)                           | Minister van Financiën                    | 10 januari 1957   | 6 januari 1958    | Conservative Party |
|                                                                         | Derick Heathcoat-Amory | Derick Heathcoat- Amory (1899–1981)                      | Minister van Financiën                    | 6 januari 1958    | 27 juli 1960      | Conservative Party |
|                                                                         | Selwyn Lloyd           | Selwyn Lloyd (1904–1978)                                 | Minister van Buitenlandse Zaken           | 20 december 1955  | 27 juli 1960      | Conservative Party |
|                                                                         | Rab Butler             | Rab Butler (1902–1982)                                   | Minister van Binnenlandse Zaken           | 10 januari 1957   | 13 juli 1962      | Conservative Party |
| Leader of the House of Commons                                          | Rab Butler             | Rab Butler (1902–1982)                                   | 20 december 1955                          | 9 oktober 1961    |                   | Conservative Party |
| Lord Privy Seal                                                         | Rab Butler             | Rab Butler (1902–1982)                                   | 20 december 1955                          | 14 oktober 1959   |                   | Conservative Party |
|                                                                         | Robert Gascoyne-Cecil  | Markies van Salisbury Robert Gascoyne- Cecil (1893–1972) | Lord President of the Council             | 25 november 1952  | 29 maart 1957     | Conservative Party |
|                                                                         | Alec Douglas-Home      | Graaf van Home Alec Douglas- Home (1903–1995)            | Lord President of the Council             | 29 maart 1957     | 17 september 1957 | Conservative Party |
|                                                                         | Quintin Hogg           | Burggraaf Hailsham Quintin Hogg (1907–2001)              | Lord President of the Council             | 17 september 1957 | 14 oktober 1959   | Conservative Party |
|                                                                         | Robert Gascoyne-Cecil  | Markies van Salisbury Robert Gascoyne- Cecil (1893–1972) | Leader of the House of Lords              | 26 oktober 1951   | 29 maart 1957     | Conservative Party |
|                                                                         | Alec Douglas-Home      | Graaf van Home Alec Douglas- Home (1903–1995)            | Leader of the House of Lords              | 29 maart 1957     | 27 juli 1960      | Conservative Party |
|                                                                         | David Maxwell Fyfe     | Burggraaf Kilmuir David Maxwell Fyfe (1900–1967)         | Lord Chancellor                           | 18 oktober 1954   | 14 juli 1962      | Conservative Party |
|                                                                         | David Eccles           | Sir David Eccles (1904–1999)                             | Minister van Handel                       | 10 januari 1957   | 14 oktober 1959   | Conservative Party |
|                                                                         | Duncan Sandys          | Duncan Sandys (1908–1987)                                | Minister van Defensie                     | 10 januari 1957   | 14 oktober 1959   | Conservative Party |
|                                                                         |                        | Dennis Vosper (1916–1968)                                | Minister van Volksgezondheid              | 10 januari 1957   | 17 september 1957 | Conservative Party |
|                                                                         |                        | Derek Walker-Smith (1910–1992)                           | Minister van Volksgezondheid              | 17 september 1957 | 27 juli 1960      | Conservative Party |
|                                                                         | Iain Macleod           | Iain Macleod (1913–1970)                                 | Minister van Arbeid                       | 20 december 1955  | 14 oktober 1959   | Conservative Party |
|                                                                         | Quintin Hogg           | Burggraaf Hailsham Quintin Hogg (1907–2001)              | Minister van Onderwijs                    | 10 januari 1957   | 17 september 1957 | Conservative Party |
|                                                                         |                        | Geoffrey Lloyd (1902–1984)                               | Minister van Onderwijs                    | 17 september 1957 | 14 oktober 1959   | Conservative Party |
|                                                                         |                        | Harold Watkinson (1910–1995)                             | Minister van Transport en Luchtvaart      | 20 december 1955  | 14 oktober 1959   | Conservative Party |
|                                                                         |                        | Henry Brooke (1903–1984)                                 | Minister van Huisvesting en Lokale Zaken  | 10 januari 1957   | 9 oktober 1961    | Conservative Party |
| Minister voor Wales                                                     |                        | Henry Brooke (1903–1984)                                 |                                           | 10 januari 1957   | 9 oktober 1961    | Conservative Party |
|                                                                         |                        | Hugh Molson (1903–1991)                                  | Minister van Openbare Werken              | 10 januari 1957   | 14 oktober 1959   | Conservative Party |
|                                                                         | Derick Heathcoat-Amory | Derick Heathcoat- Amory (1899–1981)                      | Minister van Landbouw en Visserij         | 20 juli 1954      | 6 januari 1958    | Conservative Party |
|                                                                         | John Hare              | John Hare (1911–1982)                                    | Minister van Landbouw en Visserij         | 6 januari 1958    | 27 juli 1960      | Conservative Party |
|                                                                         |                        | Charles Hill (1904–1989)                                 | Kanselier van het Hertogdom Lancaster     | 10 januari 1957   | 9 oktober 1961    | Conservative Party |
|                                                                         | Alan Lennox-Boyd       | Alan Lennox-Boyd (1904–1983)                             | Minister voor Koloniale Zaken             | 28 juli 1954      | 14 oktober 1959   | Conservative Party |
|                                                                         | Alec Douglas-Home      | Graaf van Home Alec Douglas- Home (1903–1995)            | Minister voor Gemenebest Zaken            | 5 april 1955      | 27 juli 1960      | Conservative Party |
|                                                                         |                        | John Maclay (1905–1992)                                  | Minister voor Schotland                   | 10 januari 1957   | 13 juli 1962      | Conservative Party |
| Formeel geen leden van het kabinet, maar woonde kabinetsvergadering bij |                        |                                                          |                                           |                   |                   |                    |
| Ambtsbekleder                                                           | Ambtsbekleder          | Ambtsbekleder                                            | Functie(s)                                | Ambtstermijn      | Ambtstermijn      | Partij             |
|                                                                         |                        | John Boyd- Carpenter (1908–1998)                         | Minister voor Pensioenen en Verzekeringen | 20 december 1955  | 16 juli 1962      | Conservative Party |
|                                                                         |                        | Baron Mills van Studley Percy Mills (1890–1968)          | Minister voor Energie                     | 10 januari 1957   | 14 oktober 1959   | Conservative Party |
|                                                                         |                        | Reginald Maudling (1917–1979)                            | Thesaurier- generaal                      | 10 januari 1957   | 14 oktober 1959   | Conservative Party |
|                                                                         |                        | Sir Reginald Manningham- Buller (1905–1980)              | Advocaat- generaal                        | 18 oktober 1954   | 16 juli 1962      | Conservative Party |
|                                                                         |                        | Ernest Marples (1907–1978)                               | Minister van Posterijen                   | 10 januari 1957   | 14 oktober 1959   | Conservative Party |
|                                                                         | Edward Heath           | Edward Heath (1916–2005)                                 | Onderstaats- secretaris voor Financiën    | 20 december 1955  | 14 oktober 1959   | Conservative Party |
| Chief Whip in het Lagerhuis                                             | Edward Heath           | Edward Heath (1916–2005)                                 |                                           | 20 december 1955  | 14 oktober 1959   | Conservative Party |

Russell I ·
Smith-Stanley I ·
Hamilton-Gordon ·
Temple I ·
Smith-Stanley II ·
Temple II ·
Russell II ·
Smith-Stanley III ·
Disraeli I ·
Gladstone I ·
Disraeli II ·
Gladstone II ·
Gascoyne-Cecil I ·
Gladstone III ·
Gascoyne-Cecil II ·
Gladstone IV ·
Primrose ·
Gascoyne-Cecil III ·
Gascoyne-Cecil IV ·
Balfour ·
Campbell-Bannerman ·
Asquith I ·
Asquith II ·
Asquith III ·
Asquith IV ·
Lloyd George I ·
Lloyd George II ·
Law ·
Baldwin I ·
MacDonald I ·
Baldwin II ·
MacDonald II ·
MacDonald III ·
MacDonald IV ·
Baldwin III ·
Chamberlain I ·
Chamberlain II ·
Churchill I ·
Churchill II ·
Attlee I ·
Attlee II ·
Churchill III ·
Eden ·
Macmillan I ·
Macmillan II ·
Douglas-Home ·
Wilson I ·
Wilson II ·
Heath ·
Wilson III ·
Callaghan ·
Thatcher I ·
Thatcher II ·
Thatcher III ·
Major I ·
Major II ·
Blair I ·
Blair II ·
Blair III ·
Brown ·
Cameron I ·
Cameron II ·
May I ·
May II ·
Johnson I ·
Johnson II ·
Truss ·
Sunak ·
Starmer